# NGC 7205
NGC 7205 (również PGC 68128) – galaktyka spiralna (Sbc), znajdująca się na granicy gwiazdozbiorów Tukana i Indianina. Odkrył ją John Herschel 10 lipca 1834 roku.